# HD 75916
HD 75916，又名BD-12 2716，SAO 154704、HR 3529，是一颗恒星，视星等为6.13，位于銀經239.88，銀緯19.41，其B1900.0坐标为赤經8h 47m 46s，赤緯-12° 19.41′ 24″。